# Роберт II (король Шотландії)
Роберт II (2 березня 1316 — 19 квітня 1390) — король Шотландії з 1371 до 1390 року. Перший представник династії Стюартів на шотландському троні.

## Життєпис

### Молоді роки
Народився у замку Пайсли у родині Волтера Стюарта, великого сенешаля королівства, та Марджорі (Майорії) Брюс, доньки короля Шотландії Роберта I. Завдяки матері Роберт Стюарт отримав права на успадкування трону. Вже у 1318 році парламент Шотландії встановив такий його статус. Втім незабаром у Роберта I народився син — майбутній Давид II.
1326 року Роберт Стюарт успадкував після смерті батька його титул та маєтки, які були досить численні. Роберт став одним з наймогутніших феодалів Шотландії. 1332 року взяв участь у боротьбі прихильників Брюсів на чолі з Арчибальдом Дугласом проти претендента на трон Едуарда Баліола. Після поразки при Халідон-Хілі. 1333 року Роберт Стюарт надав прихисток у своєму замку Дамбартон дядькові — королю Давиду II.

### Боротьба за владу
Після відплиття короля Давида II до Франції Роберт Стюарт ще більш активно включився у боротьбу за корону, тим більш що Давид II не мав спадкоємців. 1334 року Роберта Стюарта разом з Джоном Рендольфом, графом Мореї, обрано регентом королівства. Спочатку регенти діяли успішно й звільнили західну частину Шотландії, але 1335 році шотландці зазнали поразки й граф Морей потрапив у полон. після цього Роберт Брюс уклав мирний договір з Едуардом Баліолом й зрікся звання регента.
Проте Стюарт продовжив боротьбу та у 1338 році знову став регентом. продовжуючи при цьому війну з англійцями. 1341 року він звільнив Единбург. В цьому ж році повернувся до Шотландії Давид II. Роберт Стюарт залишив посаду регента. Але у нього почалися непорозуміння з королем й під час битви з англійцями при Невіл-Крос у 1346 році Роберт Стюарт зі своїм загоном залишив поле битви, чим в значній мірі спричинив поразку шотландського війська. В результаті битви  король Давид II потрапив у полон, а Роберт Стюарт знову став регентом королівства.
Роберт залишався на цій посаді до 1357 року — часу звільнення шотландського короля. Проте Стюарт не довів спроможність керувати країною. На час його регентства у Шотландії розпочався хаос, виниклі численні протистояння магнатів.
Після повернення Давида II знову почалося протистояння з Робертом Стюартом. Останній у 1363 році повстав проти короля, але був розбитий і у 1368 році запроторений до в'язниці. Тут він залишався до 1371 року до смерті короля Давида II.

### Володарювання
Після Давида II Роберт Стюарт став новим королем Шотландії. Проти нього повстав Вільям Дуглас, який також висунув свої права на трон. Роберт II зміг домовитися з Дугласом, надавши тому маєтки та титули. Це відразу послабило авторитет короля — розпочалися суцільні повстання магнатів, які також вимагали маєтків й титулів. Внаслідок цього владу над країною перебрала аристократія.
Водночас Роберт II Стюарт проводив політику надання титулів своїм родичам й вже у 1377 році більша частина графств належала представникам Стюартів. Втім король вже не мав сил керувати країною Він надав свої права синам — спочатку Джону, графу Каррікському (1383—1389), потім Роберту, герцогу Олбані (з 1389 року).
У зовнішній політиці король Роберт II продовжував політику попередника, орієнтуючись на Францію й намагаючись відвернути загрозу з боку Англії. Ситуація поліпшилася лише після смерті короля Англії Едуарда III в 1378 році.

## Родина
1. Дружина — Єлизавета Мур
Діти:
- Маргарита — дружина Джона МакДональда, володаря Островів
- Джон (1337—1406)
- Волтер (1338—1363), граф Файф
- Роберт (1339—1420), герцог Олбані
- Олександр (1343—1394), граф Бухан
- Марджорі — дружина Джона Данбара, графа Мореї
- Ізабела — дружина графа Джеймса Дугласа

2. Дружина — Єфімія, донька Ґью, графа Росса
Діти:
- Давид (1357—1386), граф Стратен
- Волтер (1360—1437), граф Атолл